# Pauridiantha
Pauridiantha é um género botânico pertencente à família Rubiaceae.
1. ↑  «Pauridiantha». www.worldfloraonline.org. Consultado em 4 de julho de 2022